# Óscar Torres Velásquez
Óscar Nicolás Torres Velásquez, más mencionado como Óscar N. Torres (Caraz, 10 de septiembre de 1890-Lima, 26 de octubre de 1975) fue un militar y político peruano. Fue ministro de Guerra (1945-1946) y de Educación Pública (1947-1948), durante el gobierno de José Luis Bustamante y Rivero. Fue también director de la Escuela Superior de Guerra del Ejército (1941-1945) y miembro numerario de la Academia Nacional de la Historia.

## Biografía
Nació en Caraz, Áncash, siendo sus padres José M. Torres y Julia Velásquez. Cursó su educación secundaria en el Colegio de La Merced de Huacho. En 1909 ingresó a la Escuela Militar de Chorrillos, de la que egresó en 1913 como subteniente de infantería.
Posteriormente, cursó estudios en la Escuela Superior de Guerra, siendo diplomado en 1926 como oficial de Estado Mayor. Viajó para perfeccionarse a Francia, en la Escuela Superior de Guerra de París, donde igualmente obtuvo su diplomado de oficial de Estado Mayor en 1930. Completó su formación en Fort Leavenworth, en Estados Unidos.
En 1933, durante el conflicto con Colombia tenía el grado de teniente coronel y era jefe de Estado Mayor. Por entonces empezó su interés en estudiar la región amazónica colindante con los países vecinos, como escenario de posibles conflictos.
En enero de 1939 recibió su ascenso a coronel de infantería, por Ley N.º 8814 dada bajo el segundo gobierno del general Óscar R. Benavides. Cuando se produjeron las incursiones ecuatorianas en la frontera, fue destacado a la región Norte como jefe de Estado Mayor del destacamento de Cobertura, cuyo jefe era el general Eloy Ureta, quien posteriormente, a la cabeza del Agrupamiento Norte, dirigió las operaciones militares en la guerra contra Ecuador de 1941.
En 1941, bajo el primer gobierno de Manuel Prado, fue nombrado director de la Escuela Superior de Guerra del Ejército (ESGE). En tal calidad, se puso a la cabeza de una comisión encargada de reorganizar el plan de instrucción de dicho centro de estudios. En 1942 fue ascendido a general de brigada.
Como jefe de la ESGE permaneció hasta 1945, año en que presentó un informe en donde consideraba que para la formación completa de los oficiales se necesitaba un Centro de Altos Estudios Militares, lo que se plasmó en 1950 con la fundación del Centro de Altos Estudios del Ejército, actual Centro de Altos Estudios Nacionales (CAEN).
Entre otros cargos, fue jefe de Departamento de Prensa y Publicaciones del Ejército. Fue un impulsor del régimen de instrucción pre-militar en todo el país.
El 28 de julio de 1945, al inaugurarse el gobierno de José Luis Bustamante y Rivero, juró como ministro de Guerra, formando parte del gabinete ministerial presidido por Rafael Belaunde Diez Canseco. Permaneció en dicho cargo hasta el 21 de julio de 1946.
El 30 de octubre de 1947 juró como ministro de Educación Pública, formando parte del gabinete cívico-militar presidido por el contralmirante Roque A. Saldías. Permaneció en dicho cargo hasta el 17 de junio de 1948.
En 1935 fue elegido miembro de la Sociedad Geográfica de Lima. En 1944 se contó entre los fundadores del Centro de Estudios Históricos-Militares. El 2 de junio de 1947 fue elegido miembro numerario del Instituto Histórico del Perú (que a partir de 1962 se denominó Academia Nacional de la Historia), en reemplazo del general Carlos Dellepiane.
Fue también presidente del Comité Nacional de Deportes; de la Federación Peruana de Atletismo; y del Círculo Militar.

## Publicaciones
- Las operaciones militares en territorio selvático (1935)[1]
- Geografía militar del Perú y Sudamérica[1]